# Stressmanagement
Stressmanagement oder Stressbewältigung ist ein Sammelbegriff für Methoden und Bewältigungsstrategien, um psychisch und physisch belastenden Stress zu verringern oder ganz abzubauen. Stressmanagementmethoden können hilfreich sein, wenn Widerstandsfähigkeit und Selbstheilungskräfte des Menschen wegen innerer und äußerer Belastungen zur Erhaltung der Leistungsfähigkeit oder der Gesundheit nicht ausreichen.

## Bekannte Stressmodelle
Die Bewältigungsmodelle bauen auf unterschiedlichen Stressmodellen bzw. -theorien auf:
- Kampf-oder-Flucht-Reaktion nach Walter Cannon (1914, 1932),[1]
- Allgemeines Anpassungssyndrom nach Hans Selye (1936),[2][3]
- Stressmodell nach James Paget Henry[4][5]
- Stressmodell von Lazarus (1974)[6]
- Theorie der Ressourcenerhaltung nach Stevan Hobfoll (1988, 2004)[7]

## Methoden zum Stressmanagement und zur Stressbewältigung
Bewältigungsstrategien befassen sich mit Erhalt und Förderung von Ressourcen und dem Management gedanklicher, emotionaler und körperlichen Aspekte bei Stressbelastung. Der Psychologe Gert Kaluza ordnet die Bewältigungsstrategien in drei Gruppen ein: Instrumentelles Stressmanagement (Beeinflussung der Stressoren), mentales Stressmanagement (stressverschärfende Gedanken verändern), palliativ-regeneratives Stressmanagement (die Stressreaktion beeinflussen).
Schritte im Rahmen des Stressmanagements sind
- Analyse der Stressoren
- Enttabuisierung psychischer Stressbelastung
- Förderung der individuellen Bewältigungsfähigkeiten[9]

Zum Stressmanagement setzt man verschiedene Formen oder Bestandteile von Psychotherapie sowie diverse Trainingsmethoden ein. Angewandt werden beispielsweise
- Achtsamkeitsbasierte Stressreduktion (auch MBSR genannt)
- Bewältigungsstrategien (auch Coping genannt) ggfs. im Rahmen einer Psychotherapie
- Biofeedback
- Coaching
- DIN A6 Informationssystem
- Floating
- Focusing[10][11][12]
- Ausdauertraining
- Entspannungsverfahren
- Instrumentelles Stressmanagement
- Kognitive Therapie
- Kognitives Stressmanagement
- Konfliktmanagement
- Eye Movement Desensitization and Reprocessing
- Hilfe zur Selbsthilfe
- Selbstmanagement
- Selbstregulation (Psychologie)
- Sophrologie
- Tension and Trauma Releasing Exercises
- Zeitmanagement
- Zürcher Ressourcen Modell

In den folgenden Unterabschnitten werden einige dieser Methoden näher erklärt.

### Ausdauertraining
Moderates Ausdauertraining dient dem Stressabbau und fördert ebenfalls die neuronale Umstrukturierung in Richtung einer Neurotransmitter-Ausschüttung, die Ausgeglichenheit und Entspannung bewirkt. Geeignete Formen von Ausdauersport sind zum Beispiel Joggen, Walking, Schwimmsport oder Fahrradfahren.

### Biofeedback
Die Messung der Respiratorischen Sinusarrhythmie (Abstimmung von Atmung und Herzschlag) gibt Auskunft über die Herzratenvariabilität (HRV), die eine messbare, biologische Bezugsgröße für Stresstoleranz und Funktionstüchtigkeit darstellt und über die Qualität des Flow-Zustandes Auskunft gibt.

### Entspannungsverfahren
Neurobiologisch betrachtet ist der wesentliche Bestandteil eines sinnvollen Stressmanagements die Herabsetzung innerer, speziell vegetativer „Aktivität“. Geeignete Verfahren dazu sind passive Badeanwendungen und fast jede Art von Massagen oder aktiv jede Form von körperlicher Betätigung, die Entspannung nach sich zieht. Weiterhin bekannte Entspannungstechniken wie Progressive Muskelentspannung, Autogenes Training, Meditation, Yoga, Atementspannung und weitere.

### Urlaub
Erholung durch Urlaub kann kurzfristig zum Abbau von Stress beitragen, beeinflusst aber nicht gezielt die grundlegende Problematik.

## Methoden der Stressbewältigung bei Kindern und Jugendlichen im Zusammenhang mit Schule

### Arbeitspensum
Im Kontext der Stressbewältigung bei Kindern und Jugendlichen wird beispielsweise die Stressbelastung durch ein höheres Arbeitspensum im Rahmen des achtjährigen Gymnasiums G8 kritisiert („Turbo-Abitur“). Stress-Symptome wie Bauchschmerzen oder Angst vor Prüfungen treten laut aktuellen Untersuchungen bei jedem fünften Kind auf, häufig begleitet von Konzentrationsschwäche und Leistungsstörungen. Zur Stressbewältigung eignen sich Gespräche mit dem Kind und eine ausgewogene Balance zwischen Schule und Freizeit.

## Kritische Betrachtung

### Bezeichnung negativ formuliert
Der Begriff Stressmanagement oder Stressbewältigung ist mit der Ausrichtung auf den Zustand (Stress) formuliert, von dem es sich zu entfernen gilt. Er ist somit negativ formuliert, wenn von der Orientierung auf das Ziel ausgegangen wird. Bewegt sich der Mensch weg vom Stress, nähert er sich den eigenen Ressourcen an, dem Flowzustand oder dem Wohlgefühl, was dann eine positive Zieldefinition darstellen würde. Eine Positiv-Definition in diesem Sinne wäre beispielsweise der Begriff „Ressourcenmanagement“, welcher neben Stressmanagement ein gängiger Begriff geworden ist (siehe auch Theorie der Ressourcenerhaltung).
Befolgt der Mensch eine Trainingsanleitung mit negativ formulierter Zielformulierung, wird er das Negative im Blick behalten, darauf ausgerichtet, weiterhin daran orientiert sein. Als unerwünschte Auswirkung bleibt der Mensch möglicherweise auf das Negative fixiert, zumindest erschwert der Begriff die Ausrichtung auf das Positive, das eigentlich angestrebte Ziel.

### Standardisierung und Individualität
Sowohl die Individualität der Menschen, als auch die Unterschiede in den Belastungen, denen Menschen ausgesetzt sind, erfordern unterschiedliche Bewältigungsstrategien. Möglicherweise berücksichtigen Untersuchungen zur Wirksamkeit verschiedener Stressbewältigungsverfahren diesen Aspekt (noch) nicht genügend, sondern gehen von gleichen Voraussetzungen aller beteiligten Testpersonen aus. Gert Kaluza merkt an, dass es nicht möglich sei, personenübergreifende und situationsübergreifende Aussagen über die Effektivität bestimmter Stressbewältigungsfertigkeiten zu machen. Er regt daher an, ein breites Spektrum an Stressbewältigungsmethoden zu vermitteln, um einer Verfestigung einseitiger Bewältigungsgewohnheiten entgegenzuwirken und so einen flexiblen Umgang mit den verschiedenen Belastungen zu fördern.